# Навичелла (мозаика)
Навичелла (итал. Navicella — лодочка, барка, челнок, ботик), или: «корабль Святого Петра», «Челнок апостолов» (итал. Navicella degli Apostoli) — название нескольких произведений в истории изобразительного искусства на сюжет Святого апостола Петра, идущего по воде во время путешествия по Тивериадскому озеру (Галилейскому морю), изложенную в Евангелии от Матфея: «А лодка была уже на средине моря, и её било волнами, потому что ветер был противный. В четвёртую же стражу ночи пошёл к ним Иисус, идя по морю. И ученики, увидевши Его, идущего по морю, встревожились и говорили: это призрак; и от страха вскричали. Но Иисус тотчас заговорил с ними и сказал: ободритесь: это Я, не бойтесь. Пётр сказал ему в ответ: Господи! Если это Ты, повели мне прийти к Тебе по воде. Он же сказал: иди. И вышед из лодки, Пётр пошёл по воде, чтобы подойти к Иисусу; но, видя сильный ветер, испугался и, начав утопать, закричал: Господи! Спаси меня. Иисус тотчас простёр руку, поддержал его и говорит ему: маловерный! Зачем ты усомнился? И когда вошли они в лодку, ветер утих» (Мф. 14:24—32).

## История
Первое произведение на эту тему связано с творчеством художника итальянского проторенессанса Джотто ди Бондоне. Сохранился фрагмент центральной части мозаики (7,4 х 9,9 м), созданной по его рисунку примерно в 1305—1313 годах, ранее прикреплённой к фасаду перед квадрипортиком (двор, со всех четырёх сторон окружённый колонными портиками) старой базилики Сан-Пьетро в Ватикане. Полный размер этого произведения был значительным (9,4 х 13 м) с латинской подписью под изображением — фразой из Евангелия.
Мозаика была заказана в 1298 году кардиналом Якопо Стефанески, каноником собора Святого Петра, чей донаторский портрет находился справа от изображения ног Христа. Этот заказ был частью подготовки к первому Юбилейному 1300 году католической церкви.
В дополнение к официальному документу от 1298 года ссылки на работу Джотто можно найти в некрологической записи Ватикана о кардинале Стефанески, в которой отмечена его смерть в 1343 году, а также в латинской хронике родного города Джотто Флоренции, написанной в конце XIV века Филиппо Виллани.
Мозаика занимала большую часть стены над входной аркадой, и была обращена через двор к главному фасаду здания, так, чтобы те, кто выходил из базилики, могли видеть её через двор. Фигура человека, ловящего рыбу на берегу слева, считалась автопортретом Джотто, как записано в «Жизнеописаниях» Вазари. В композиции доминировала рыбацкая лодка с большим парусом, которая представляла собой метафору непотопляемого «Корабля Церкви», чьим «капитаном» на земле был Святой Пётр и его преемники — первые римские епископы. Мозаика была заказана в тяжёлое для папства время раздоров и междоусобных войн. Было высказано предположение, что одна из одиннадцати фигур, находящихся в лодке, держащая руль (анахронично с точки зрения Евангелий) — Святой Павел. В небе две почти обнажённые фигуры: «боги ветров» в классическом стиле дуют через рога или воронки, по одной с каждой стороны, под парами мужских фигур, окружённых ореолом. Джотто должен был создать рисунки для мастеров-мозаичистов, но неизвестно, принимал ли он какое-либо дальнейшее участие в создании произведения.
Мозаика была почти полностью разрушена при строительстве новой базилики Святого Петра в XVII веке, но её фрагменты сохранились, а копия, по сути, новая работа, включающая в себя некоторые оригинальные фрагменты, была восстановлена в центре портика (нартекса) новой постройки в 1675 году.

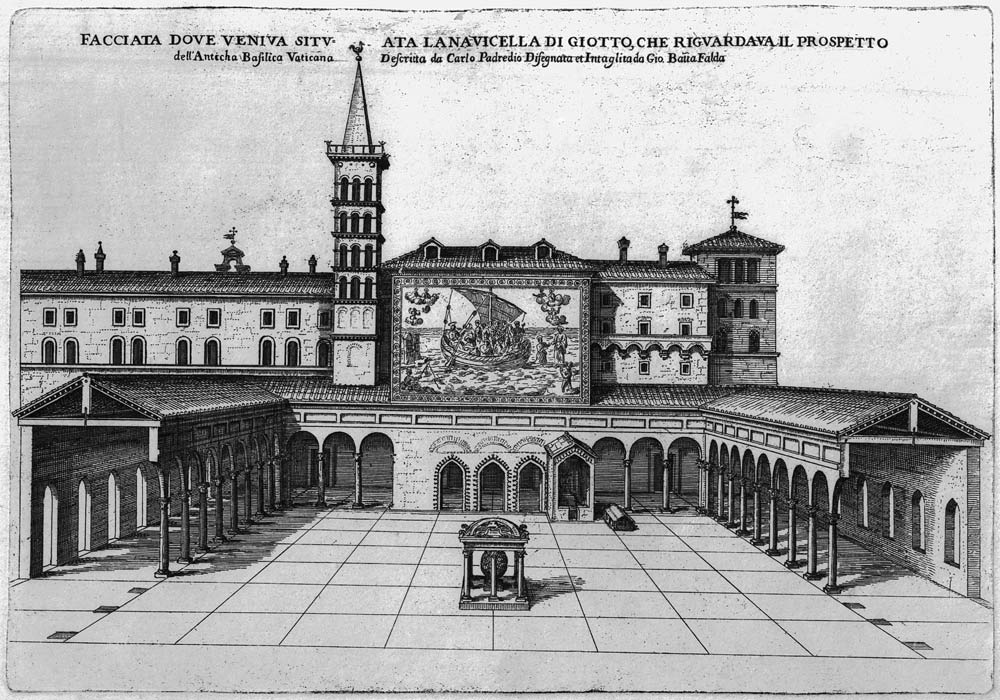
Квадрипортик старой базилики Святого Петра. Офорт 1673 г.
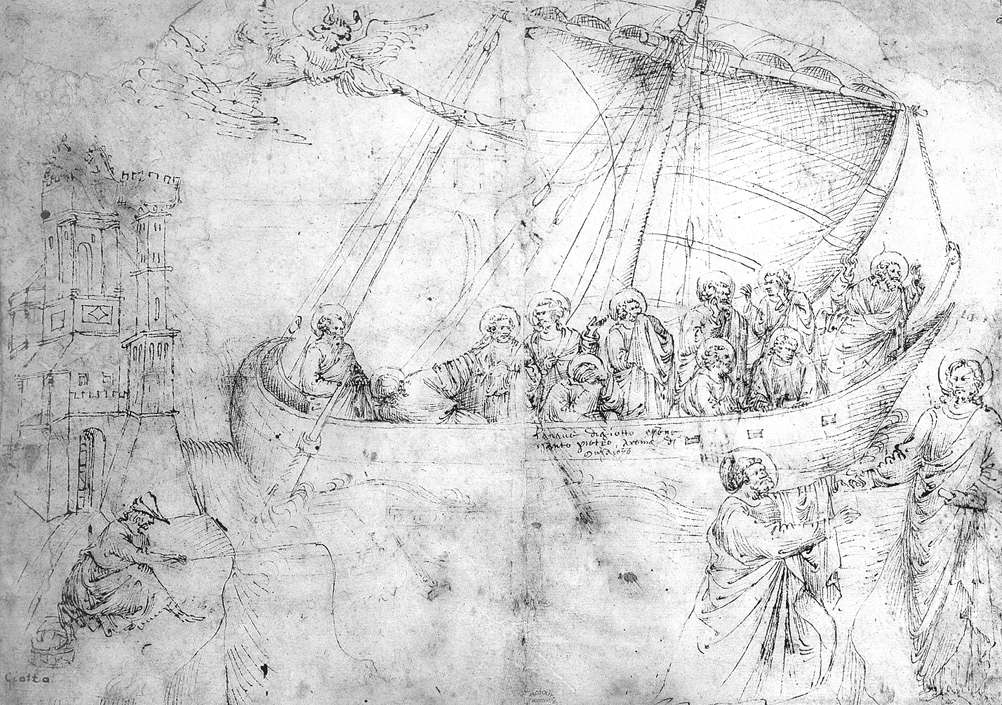
П. Спинелли. Копия рисунка Джотто. 1320-е гг. Бумага, перо, тушь. Метрополитен-музей, Нью-Йорк
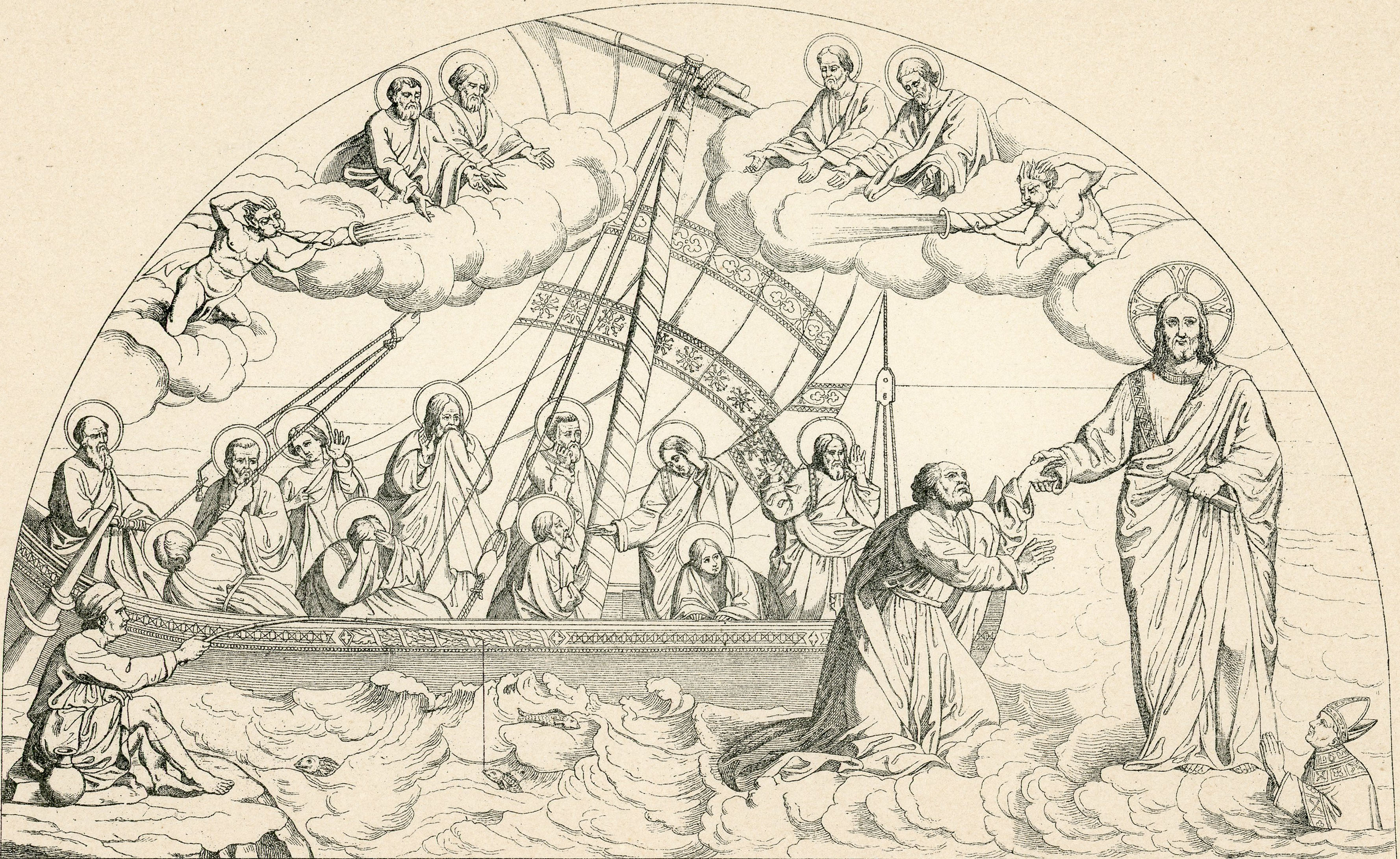
Одна из реконструкций композиции мозаики. 1894
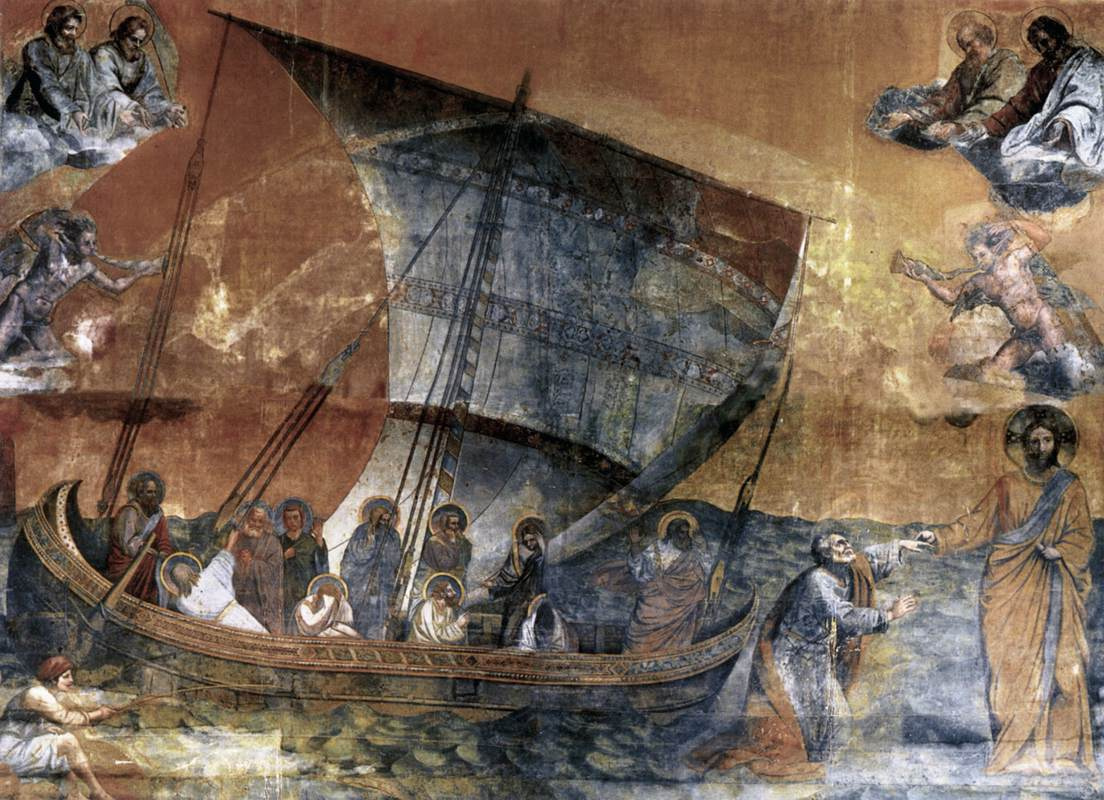
Копия мозаики «Навичелла». 1628. Холст, масло. Сакристия собора Святого Петра

Ныне остатки мозаики хранятся в атриуме базилики Святого Петра. Два медальона с образами ангелов, каждый диаметром 65 см, возможно, происходящие из рамы «Навичеллы», были обнаружены соответственно в церкви Сан-Пьетро-Испано-ин-Бовиль-Эрника в провинции Фрозиноне и в сакристии собора. Реставрации сохранившихся фрагментов проводили в 1924, 1950 и в 1975—1980 годах. В 1628 году Ватикан заказал копию произведения маслом на холсте в натуральную величину художнику Франческо Берретте, но уже после того, как значительная часть работы по краям была утрачена. Благодаря интересу монсеньора Симончелли, секретаря папы Павла V Боргезе, во время сноса старой базилики была предпринята попытка сохранить как можно больше фрагментов (позолоченный край корабля, развевающийся ветром парус, различные части некоторых апостолов), которые были после реставрации 1674 года собраны в люнете атриума новой базилики.

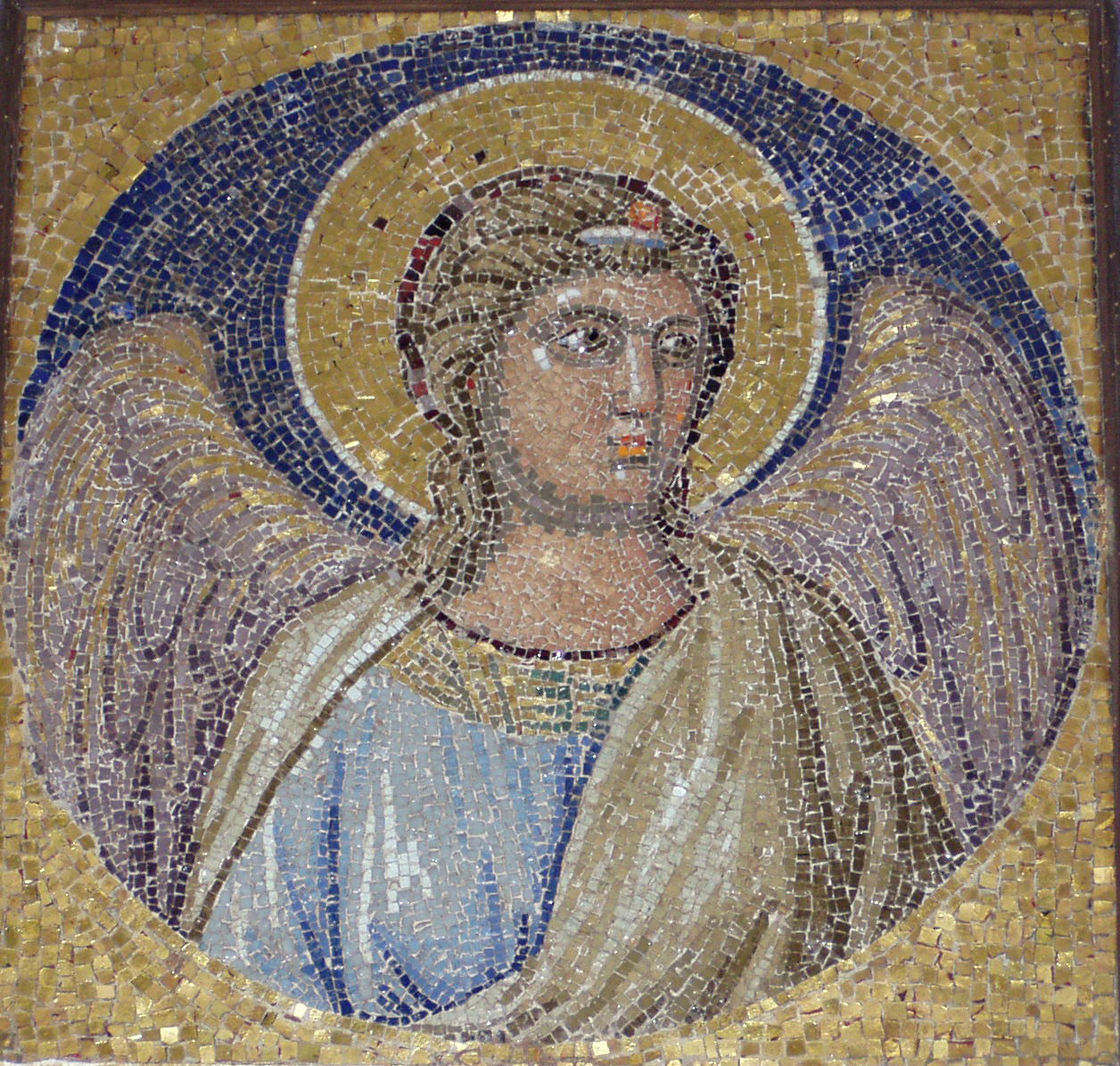
Ангел. Деталь мозаики после реставрации. Церковь Сан-Пьетро-Испано-ин-Бовиль-Эрника, Фрозиноне
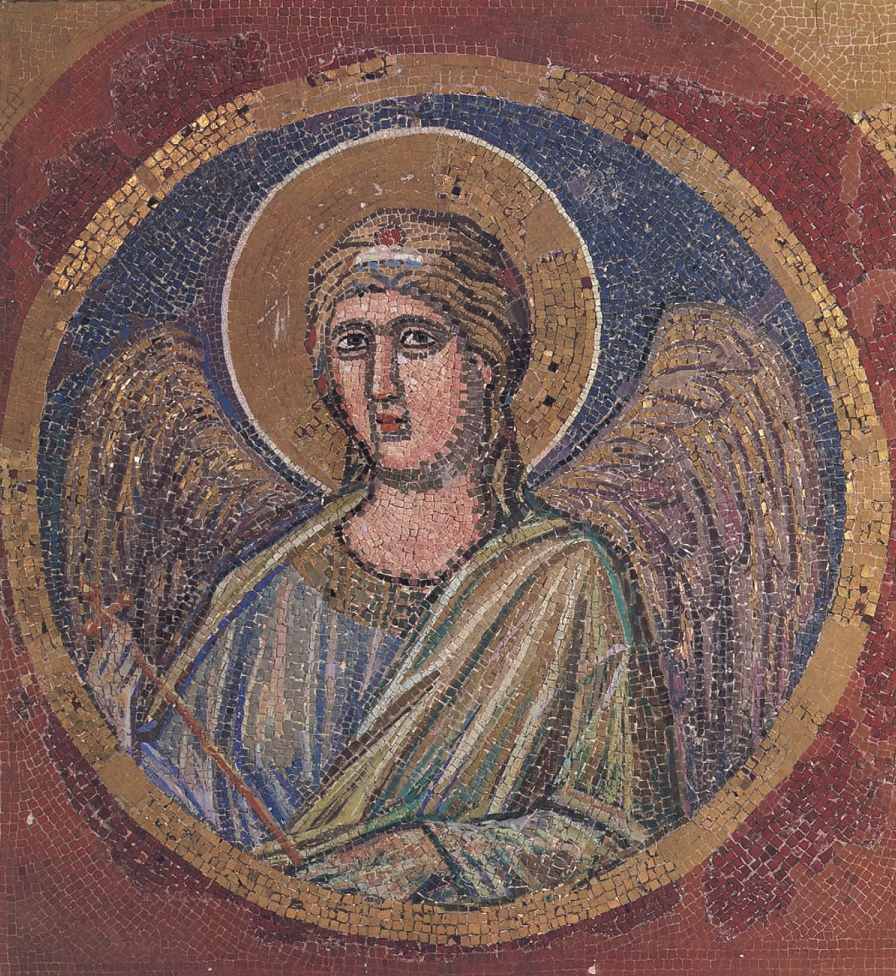
Ангел. Деталь мозаики после реставрации. Сокровищница Ватикана
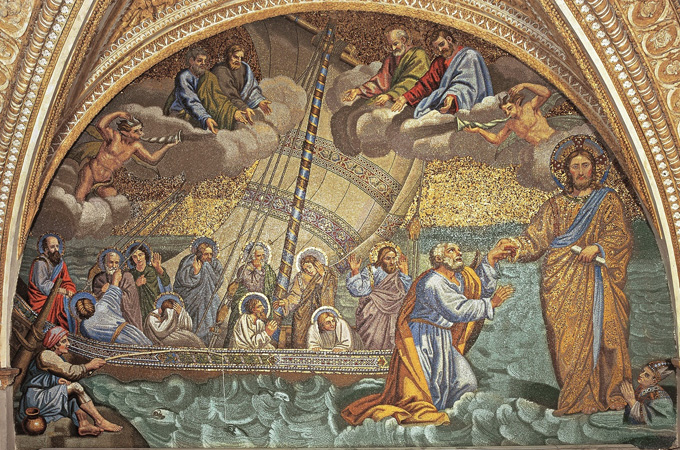
Воссоздание оригинала в мозаике в формате люнета. 1674
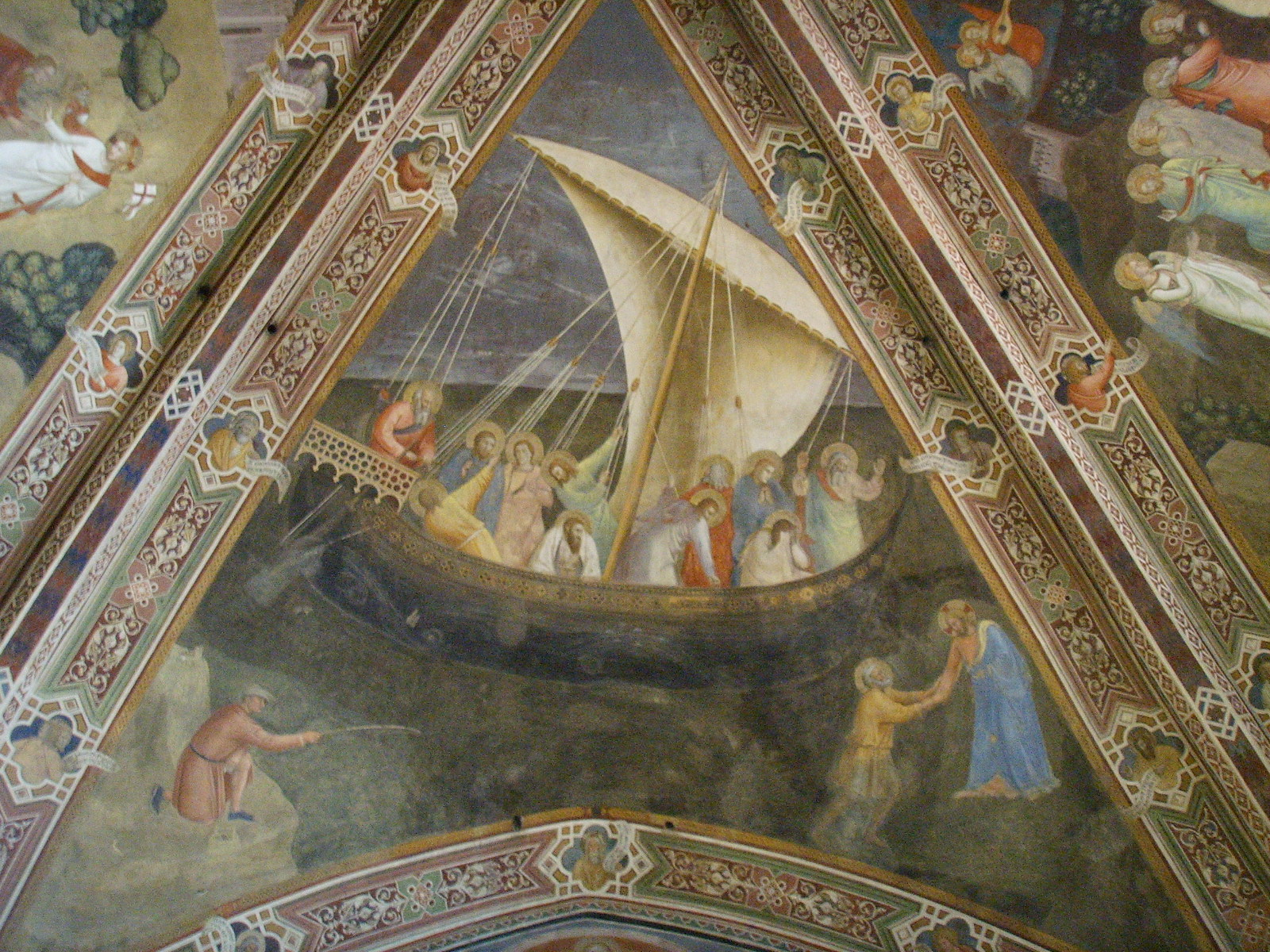
Андреа Бонайути. Фреска Испанской капеллы церкви Санта-Мария-Новелла, Флоренция. Середина XIV в.
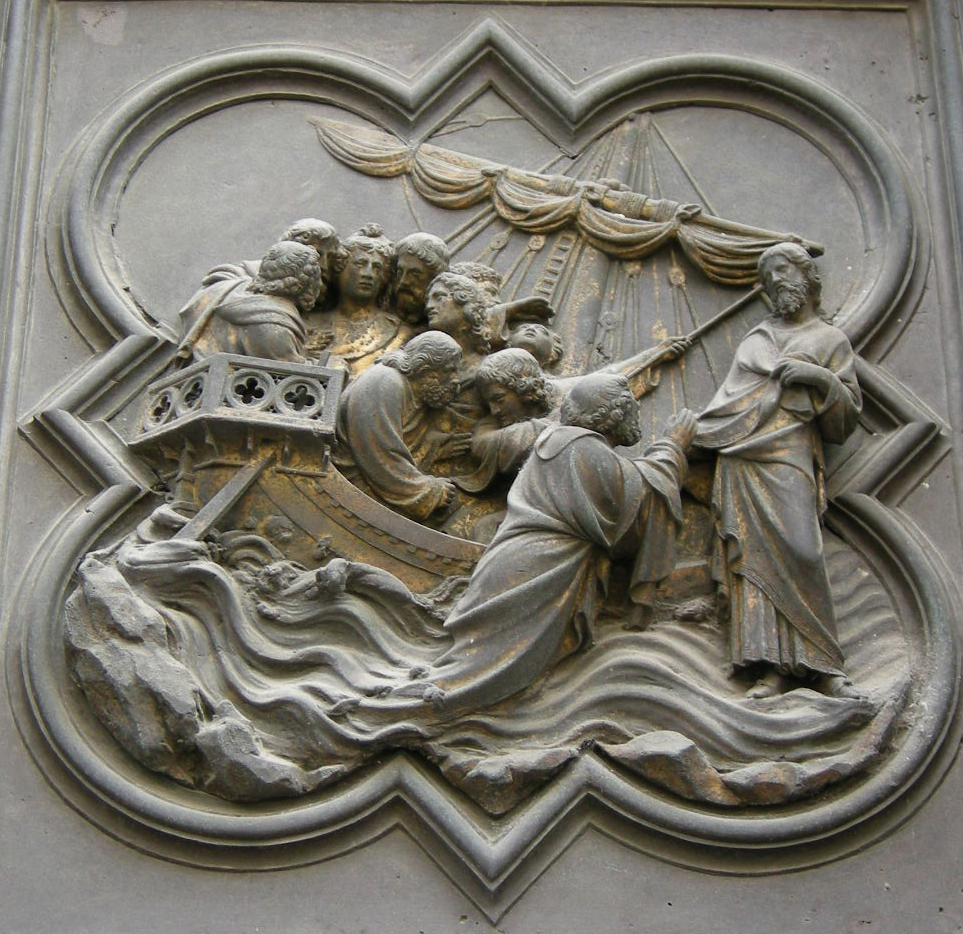
Л. Гиберти. Деталь рельефов Северных врат Флорентийского баптистерия. 1401—1424. Бронза
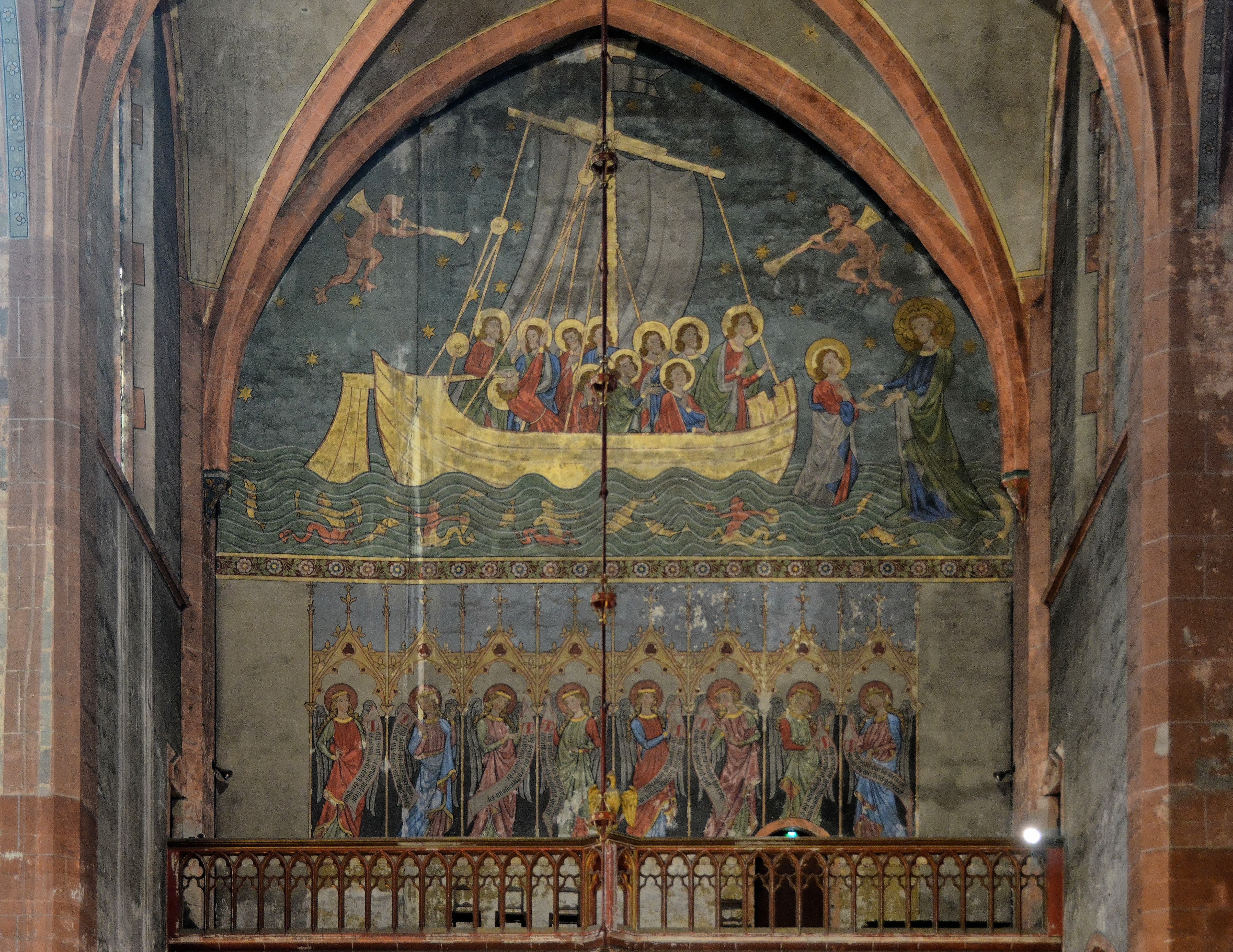
Навичелла. Фреска неоготической протестантской церкви Сен-Пьер-ле-Вьё в Страсбурге. 1860-е гг.

## Дальнейшее развитие темы
Известны и другие произведения на тему «навичелла» в средневековом искусстве, а также в более поздних работах, таких как фреска Андреа Бонайути в «Испанской капелле» церкви Санта-Мария-Новелла во Флоренции, роспись в капелле Бранкаччи работы Мазаччо (или Мазолино) и одна из бронзовых рельефных панелей Северных врат Флорентийского баптистерия работы Лоренцо Гиберти с сыном. «Навичеллу» изображали на папских монетах и медалях (с фигурой одного Петра в лодке). Леон Баттиста Альберти в своём трактате «Три книги о живописи» (1435—1436) упомянул мозаику в качестве единственного примера из современных ему произведений.
В 1628 году папа Урбан VIII заказал живописцу болонской школы Джованни Ланфранко для Собора Святого Петра фреску, изображающую апостола Петра с Христом, идущими по морю для «Алтаря де ла Навичелла» (Altar de La Navicella), в качестве замены старой картины Бернардо Кастелло (оригинал Ланфранко в 1727 году был заменён мозаикой). За это произведение Урбан VIII наградил художника Орденом Христа.